# Tschinar

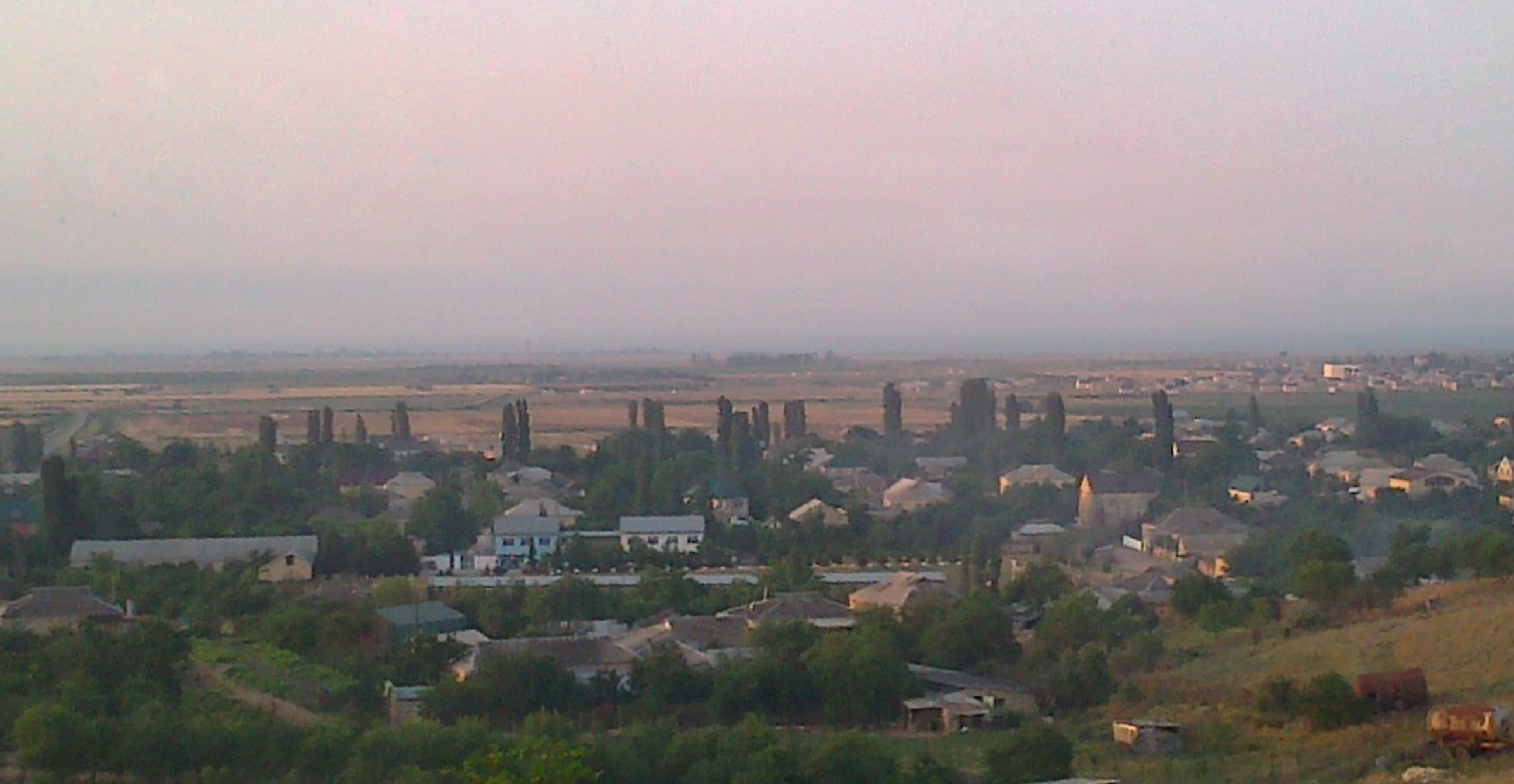
Luftaufnahme von Tschinar

Tschinar (russisch Чинар Çinar) ist ein Dorf in Dagestan (Russland) mit 5227 Einwohnern (Stand 14. Oktober 2010).

## Lage
Tschinar liegt 14 km nordwestlich von Derbent an der Grenze zwischen der Ebene an der Küste des Kaspischen Meeres und dem gebirgigen Teil Dagestans. Die meisten Einwohner gehören der Volksgruppen der Aserbaidschaner, Darginer, Tabassaranen und Agulier an.
Der Ortsname bezieht sich auf die im Nordkaukasus (teils auch im Russischen) übliche Bezeichnung tschinar(a) für Platanen, in Erinnerung an das weiter in den Bergen gelegene, heute verlassene Dorf Kemach, von wo ein Teil der Bewohner des Ortes ursprünglich stammt und wo sich ein Platanenhain befindet.

### Bevölkerungsentwicklung
| Jahr | Einwohner |
| ---- | --------- |
| 2002 | 4357      |
| 2010 | 5227      |

Anmerkung: Volkszählungsdaten

## Wirtschaft und Verkehr
Die meisten Bewohner des Ortes leben von der Landwirtschaft. Bis in die 1980er-Jahre wurden überwiegend Weintrauben angebaut, heute Gemüse, vor allem Tomaten.
Etwa fünf Kilometer östlich des Ortes liegt die Stadt Dagestanskije Ogni mit einem Bahnhof an der Eisenbahnstrecke Rostow am Don – Machatschkala – aserbaidschanische Grenze. Tschinar befindet sich außerdem unweit der föderalen Magistrale M29 und ist mit dieser über eine Asphaltstraße verbunden.